# Fiorenza Bassoli
Fiorenza Bassoli (9 de agosto de 1948 - 5 de julho de 2020) foi uma política italiana.
Bassoli nasceu em Reggiolo em 9 de agosto de 1948.  Ela começou a sua carreira política filiada ao Partido Comunista Italiano e mais tarde juntou-se aos seus sucessores, o Partido Democrático de Esquerda, os Democratas de Esquerda e o Partido Democrata. Ela foi membro do conselho de Sesto San Giovanni, e então actuou como a primeira prefeita da cidade entre 1985 e 1994, sucedendo a Libero Biagi. Bassoli foi posteriormente eleita para o Conselho Regional da Lombardia, no cargo de 1995 a 2005. Ela então serviu no Senado de 2006 a 2013.
Bassoli morreu em Milão em 5 de julho de 2020, aos 71 anos.